# Liste des patriarches d'Antioche

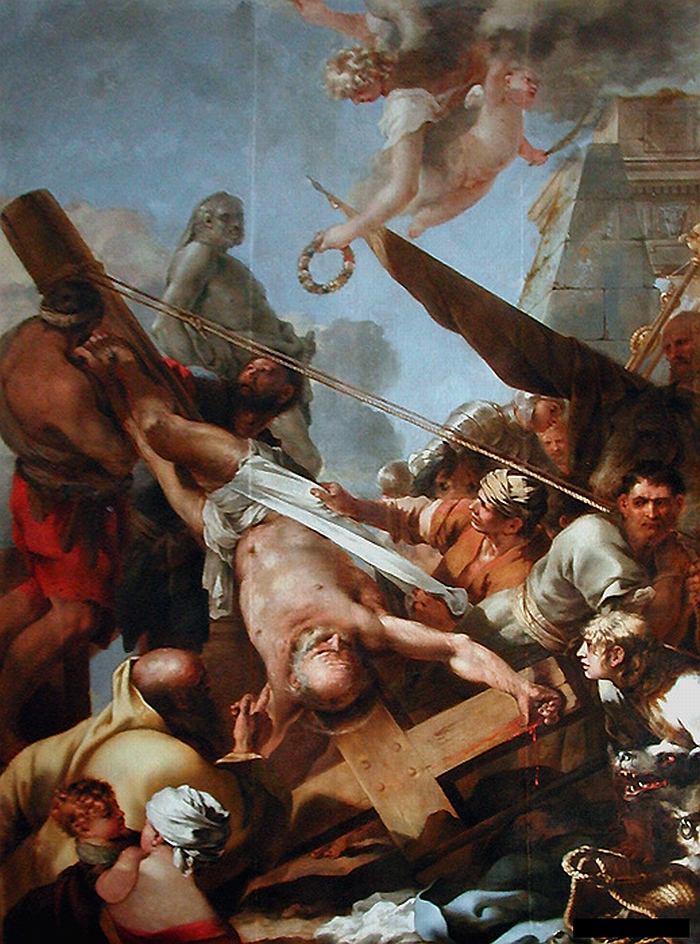
Sébastien Bourdon, Le crucifiement de saint Pierre l'apôtre.

Le titre de « patriarche d'Antioche » est traditionnellement porté par l'évêque d'Antioche (dans l'actuelle Turquie). Ce diocèse est l'un des plus anciens de la chrétienté. Pas moins de cinq chefs d'Église portent aujourd'hui le titre de « patriarche d'Antioche ».

## Évêques et premiers patriarches
- Pierre l'apôtre, vers 37- vers 53, saint chrétien
- Évode, vers 53- vers 68
- Ignace, vers 68-107
- Héron, 107- vers 127
- Corneille, vers 127- vers 154
- Éros, vers 154- vers 169
- Théophile, vers 169-182
- Maximin, 182-191
- Sérapion, 191-211
- Asclépiade, 211-220
- Philètos, 220-231
- Zébennos, 231-237
- Babylas, 237-253
- Fabius, 253-256
- Démétrianus, 256-260
- Paul de Samosate, 260-272
- Domnus Ier, 268-273
- Timée, 273-282
- Cyrille d'Antioche, 279/280-303
- Tyrannus, 304-314
- Vital,  314-320
- Philogone, 320-323
- Paulin Ier de Tyr, 323-323 (six mois)
- Eustathe, 323-331 (déposé par les ariens)
- Eulalius, 331-333
- Euphronius, 333-334
- Flacillus, 334-342
- Étienne Ier, 342-344
- Léonce, 344-357
- Eudoxe, 358-359
- Mélèce Ier, 360-381
  - Euzoïos, arien, 360-376
    - Paulin II, catholique « eustathien » , 362- peu après 382
      - Vital, apollinariste, vers 375

  - Dorothée, arien, 376-381
- Flavien Ier, 381-404, saint
  - Évagre, « eustathien », peu après 382 - 394
- Porphyre, 404-412
- Alexandre, 412-417
- Théodote, 417-428
- Jean Ier, 428-442
- Domnus II, 442-449
- Maxime, 449-455
- Basile, 456-458
- Acace, 458-461
- Martyrius, 461-465
- Pierre II le Foulon, 465-466
- Julien Ier, 466-476
- Pierre II le Foulon, (restauré) 476-488
- Jean II Codonat, 488-490
- Étienne II, 490-495
- Calandion, 495-496
- Palladius, 496-498
- Flavien II, 498-512, saint
- Sévère, 512-538 (Sévère fut déposé par l'empereur Justin en 518 ; exilé en Égypte, il fut reconnu par de nombreux Syriaques comme le patriarche légitime jusqu'à sa mort en 538)
- Paul II, 518-521
- Euphrasius, 521-526
- Éphrem d'Amid, 527-546, saint

## Scissions

### Première scission
En 557, Jacques Baradée consacra Serge de Tella comme patriarche. Jusqu'à cette date, l'Église syriaque orthodoxe et l'Église orthodoxe grecque reconnaissent la même liste de personnes comme patriarches légitimes ; ensuite, chacune à sa propre lignée :
- Liste des patriarches syriaques orthodoxes d'Antioche
- Liste des patriarches orthodoxes d'Antioche

### Deuxième scission (687)
- Explications sur la page Église maronite
- Voir aussi Liste des primats de l'Église maronite

### Schisme de 1656
- Explications ici
- Voir aussi la Liste des primats de l'Église catholique syriaque

### Schisme de Cyrille VI Tanas (1724)
- Liste des primats de l'Église grecque-catholique melchite
- Cyrille VI Tanas
- Voir aussi Église grecque-catholique melchite

## Autres patriarches d'Antioche
- Liste des patriarches latins d'Antioche